# Greta dacetis
Greta dacetis är en fjärilsart som beskrevs av Anton Heinrich Fassl 1915. Greta dacetis ingår i släktet Greta och familjen praktfjärilar. Inga underarter finns listade i Catalogue of Life.